# 山东经济学院
山东经济学院（Shandong Institute of Economics）是山东省曾经存在的一所高等学校，位于山东省济南市历下区。始建于1952年，原为山东财经学院，1978年改名为山东经济学院，至2011年撤销时共有燕山和明水两个校区。
2011年9月，山东财经大学（筹）成立大会在济南山东会堂召开，山东经济学院和山东财政学院两校正式合并，成为山东省乃至华东规模最大的财经类高等院校。合并后，原山东经济学院院长郝书辰任校党委书记，原山东财政学院院长刘兴云任校长。
原山东经济学院下设学院有：
- 会计学院

- 国际贸易学院

- 国际教育学院

- 财政金融学院

- 信息管理学院

- 工商管理学院

- 统计与数学学院

- 法学院

- 外国语学院

- 社会发展学院

- 经济与城市管理学院

- 计算机科学与技术学院

- 公共管理学院

- 文学院